# Доменний процес

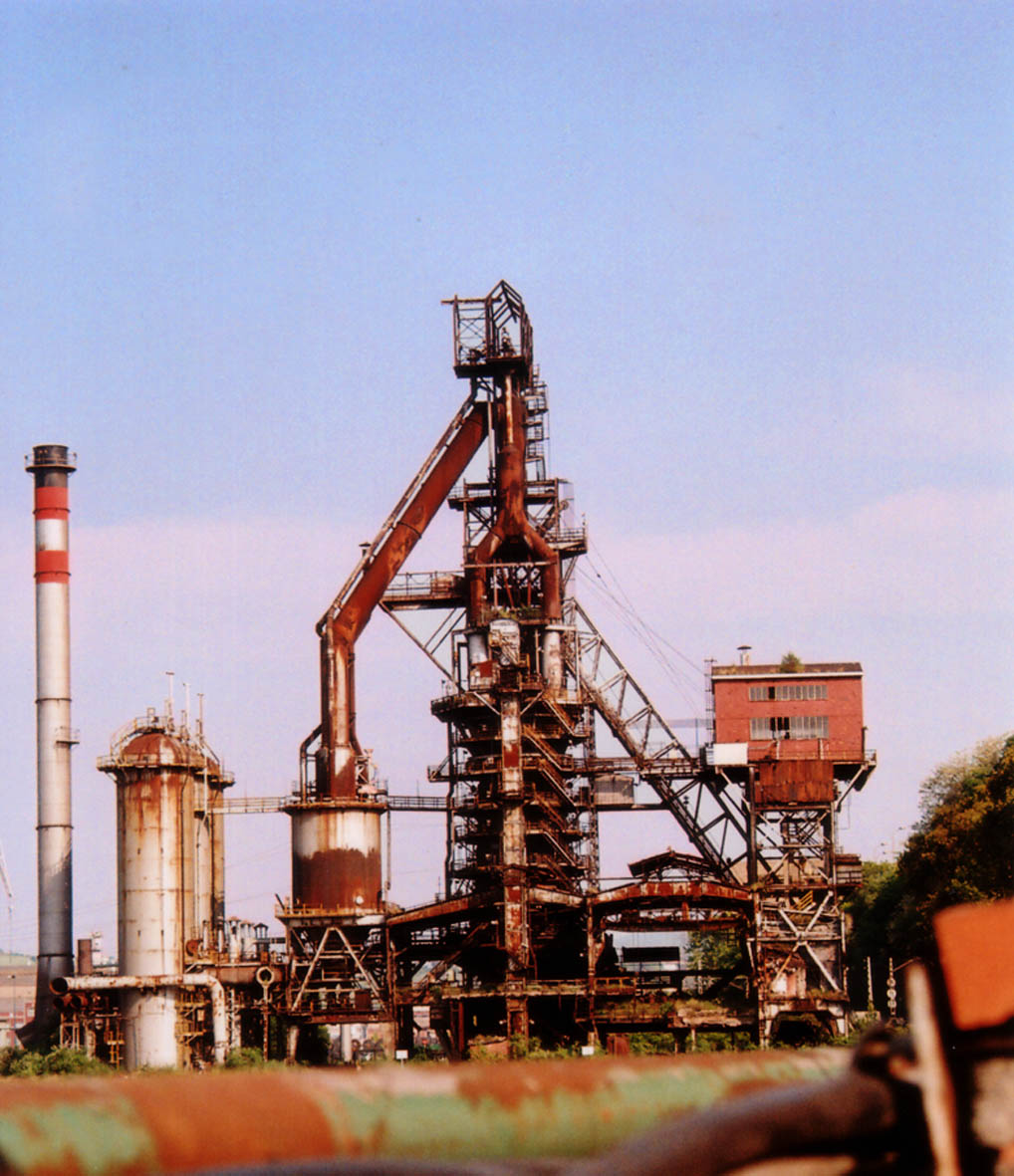
Доменна піч. Сестао (Іспанія).

Доменний процес — комплекс процесів, що відбуваються у працюючій доменній печі. Теорія доменного процесу є основою технології доменного виробництва.
На сучасному рівні розвитку чорної металургії (2016 рік) доменний процес є основним процесом одержання заліза з залізних руд, не дивлячись на розпочаті ще в середині 20 століття спроби замінити при відновленні заліза доменний процес іншими процесами. Продуктом доменного процесу є чавун і процес є лише проміжним етапом у двохступеневому процесі отримання кінцевого продукту — сталі. Позадоменні процеси одержання заліза з залізних руд називаються процесами безпосереднього (прямого) одержання заліза.
За даними World Steel Association, у 2014 році доменним процесом у світі було вироблено 1183,451 млн т чавуну (абсолютна більшість якого стала сировиною для виробництва сталі), а конкуруючими з ним процесами безпосереднього (прямого) відновлення — 73,202 млн т безпосередньо відновленого заліза. Про значення доменного процесу говорить зокрема й те, що за 14 років у період між 2000 і 2014 роками світове виробництво чавуну у доменних печах зросло у понад як 2 рази — з 575,87 млн т до 1183,451 млн т відповідно.

## Загальний опис процесу
Доменний процес проводиться у доменних печах, що є агрегатами шахтного типу. Процес плавки чавуну безперервний. Зверху, через колошник, в доменну піч завантажують шихтові матеріали (агломерат, обкотиші, кокс, флюси, металодобавки — зварний шлак, окалину, скрап). В доменній печі завантажені шихтові матеріали в результаті протікання фізичних і фізико-хімічних процесів поступово перетворюються на чавун, шлак і доменний газ. В нижню частину печі через фурми вдувають повітря (дуття), нагріте до 1100 — 1300 °C, з додаванням кисню, природного газу, пиловугільного палива або інших добавок. У доменну піч залежно від її об'єму вдувається від 2000 м³ до 10000 м³ повітря на хвилину (2800000 м³ — 14400000 м³ на добу). Наприклад, в доменну піч об'ємом 3800 м³ вдувається повітря 6500 м³/хв. В результаті того, що згорає кокс, в нижній частині печі утворюється газ, який складається з оксиду вуглецю CO, азоту N2 і водню H2. Під дією тиску вдуваємого повітря газ спрямовується вгору, до колошника. Вихідний потік газу нагріває шихтові матеріали, які у міру згорання коксу і проплавлення шихти, що призводить до вивільнення об'єму внизу печі, опускаються. Оксид вуглецю і водень є відновниками, які відновлюють залізо з залізної руди. При певних температурах починається розкладання складних сполук і відновлення заліза з оксидів. Цей процес завершується навуглецюванням відновленого заліза (утворенням чавуну) та його розплавленням (на горизонті низа шахти печі або у верхній частині розпару). Розплав накопичуюється в нижній частині печі, і до нього переходить ті елементи, що частково відновилися: кремній Si, марганець Mn, а також фосфор P, сірка S. Цей розплав — чавун, містить більше 92 % Fe; 3,5-4,6 % С, певну кількість Mn, Si, P та інших елементів. З печі чавун і шлак періодично випускаються через спеціальний отвір (льотку).
Виплавка чавуну — пірометалургійний процес.
Продуктивність доменних печей сягає 2000-13500 т чавуну на добу. Вона залежить, за всіх інших рівних умов, від об'єму печі. Найбільша доменна піч має об'єм 6000 м³ (на Кавн'янському металургійному комбінаті у Південній Кореї). За добу в доменну піч завантажується кілька тисяч тонн шихтових матеріалів.

## Історія
Доменне виробництво виникло приблизно у 14 столітті в Західній Європі внаслідок розвитку сиродутного процесу. Техніка і технологія доменного виробництва, починаючи з його виникнення, безперервно удосконалюються під впливом постійно зростаючої потреби в металі й прагнення скоротити витрати на його виробництво. Відповідно розвивалися і методи підготовки до плавки сировини і палива.
Основні риси сучасної доменної плавки були сформовані до кінця XIX століття. До того часу в більшості розвинутих країн завершився перехід на мінеральне паливо — кокс, а конструкція доменної печі знайшла форми, принципово не відмінні від нинішніх.
Подальша еволюція доменної плавки йшла шляхом укрупнення агрегатів, підвищення їхньої продуктивності за рахунок інтенсифікації процесів при одночасному зниженні питомої витрати коксу і витрат праці на виробництво одиниці чавуну.

## Вивчення доменного процесу
Протягом багатьох століть доменники не мали уяви про процеси, що відбуваються всередині доменної печі. Лише з 2-ї половини 19 століття почалося наукове дослідження доменного процесу. Знання теорії доменного процесу поглиблювалися і розширялися, на основі чого доменний процес вдосконалювався.
Доменний процес вивчається теоретично, шляхом лабораторних експериментів та безпосереднім дослідженням працюючих доменних печей. Іноді з метою вивчення деяких процесів охолоджують азотом експериментальну доменну піч, розбирають пошарово матеріали, що знаходяться в ній, і піддають їх дослідженню. У СРСР у 1960-х роках азотом була охолоджена («заморожена») промислова доменна піч Єнакієвського металургійного заводу об'ємом 426 м³. Такі експерименти проводилися і в інших країнах, зокрема у Швеції і Японії.

## Початок процесу
Щойно збудована або капітально відремонтована доменна піч являє собою порожню вертикально розташовану конструкцію, що має характерний внутрішній профіль. Її пошарово завантажують через верхню частину — колошник — так званою задувною шихтою (має деякі відмінності від звичайної шихти — характеризується підвищеною витратою коксу, забезпечує одержання чавуну з високим вмістом Si, дає кислі шлаки тощо). У повністю завантажену піч через 16-42 фурми (кількість фурм залежить від об'єму печі) задувають нагріте до температури 800 °C дуття (потім температуру поступово підвищують). Від високої температури дуття і наявності в ньому кисню кокс у горні загоряється і починається робота доменної печі. Через деякий час у горну накопичуються рідкі чавун і шлак, які випускають з печі.
Робота печі від задувки (початку роботи) до видувки на капітальний ремонт (кампанія) триває 10-12 років, весь цей час вона заповнена шихтовими матеріалами і продуктами плавки. Доменний процес називається безперервним, однак насправді при потребі доменну піч зупиняють — для проведення планово-запобіжних ремонтів, заміни охолоджувального обладнання тощо. Зупинка полягає у припиненні подачі дуття в піч, при цьому вона залишається заповненою шихтою і її робота може бути відновлена у будь-який момент подачею повітря.

## Зони у працюючій доменній печі
У працюючій доменній печі утворюються кілька зон, кожна з яких характеризується певним фізичним станом матеріалів (тверді, розм'яклі, рідкі), хімічним складом і температурою матеріалів і газів, фізико-хімічними процесами, що відбуваються в цих зонах. Ці зони в печі можна виокремити у будь-який момент.
|                                                                          | |
| Зона                                                                     | Опис зони |
| 1. Зона твердих коксу і руди                                             | Кокс і рудні матеріали завдяки відповідній системі завантаження, розташовані окремими шарами. Шаристий характер залягання матеріалів зберігається при їхньому опусканні по всьому об'єму печі аж до зони розм'якшення і плавлення. Згори до низу нараховується від 35 до 45 шарів рудної частини. Товщина шарів становить 0,5-1 м.                                                                           |
| 2. Зона розм'якшення і плавлення (зона «злипання», також зона «когезії») | Ця зона має форму у вигляді перевернутої латинської літери «V» (Λ-подібна зона) і складається з шарів коксу і шарів розм'яклих та таких, що розплавляються, пустої породи, флюсу і заліза. Окремі шматки породи злипаються у єдине ціле, між ними зникають прозори, тому газ тут проходить переважно через шари коксу. Утворення саме такої форми зони можливе при проходженні газів у осьовій частині печі. |
| 3. Зона розпушеного коксу                                                | В цій зоні у твердому стані зберігається лише кокс, а шлак і чавун краплями і окремими струмками стікають між шматками коксу донизу. Через проходження тут великої кількості газу кокс тут більш розпушений порівняно з коксом у осьовій частині печі. Це зона «рухомого коксу», переважно звідси кокс потрапляє у зони горіння.                                                                             |
| 4. Зона щільно запакованого коксу                                        | Кокс запакований щільно, він тут малорухомий, через нього проходить менше газу, ніж у зоні розпушеного коксу. |
| Фурмена зона (і її складова — зона циркуляції)                           | Вдуваєме у горно дуття реагує з коксом з виділенням тепла і утворенням урешті-решт відновлювального газу. |

Рудні матеріали і кокс завантажуються у піч окремими шарами. Шари руди і коксу при опусканні вниз зберігаються до тих горизонтів печі, на яких досягається достатньо велика температура для початку розм'якшення і плавлення металу і шлаку і стікання їх. Товщина шарів — 0,5-1 м. Їхня кількість і товщина залежать від розмірів печі і характеру завантаження. Товщина більше у печей з більшими поперечними перерізами. В цій зоні відбувається відновлення заліза, причому у верхній її частині, до рівня температур 1000 °C, відбувається непряме відновлення, у нижній її частині, з температурами вище 1000 °C, розвиваються процеси прямого відновлення.
Зона розм'якшання і плавлення Λ-подібної форми відіграє важливу роль у роботі доменної печі. По-перше, ця зона завдяки тиску газу під нею підтримує розташований вище стовп шихтових матеріалів, по-друге, шари коксу у цій зоні забезпечують радіальне розподілення відновлювальних газів по перетину доменної печі. Шари розм'яклої і частково розплавленої пустої породи є практично непроникними для газового потоку. Внаслідок цього, аби піднятися вгору до колошника, газ має пройти через горизонтальні «коксові щілини» в цій зоні. Основним фізичним процесом у цій зоні є плавлення металу і шлаку за рахунок тепла газу, що рухається вгору. На момент повного розплавлення шлак тут майже не містить заліза. Оксиди заліза, що можуть перебувати у шлаку в цій зоні, повністю відновлюються при його стіканні у горно печі через коксівну насадку.
У зоні розпушеного коксу у твердому стані перебуває лише кокс. Нижні грудки коксу цього шару періодично поступають у зони циркуляції і згорають у струмені дуття. Основним фізико-хімічним процесом тут є процес передачі тепла від потоку газів, що піднімаються, грудкам коксу і краплям чавуну і шлаку. У зоні коксової насадки — найсильніша відновлювальна атмосфера в печі, тут завершуються всі процеси відновлення. Під час проходження чавуну і шлаку через шар коксової насадки завершується процес відновлення, чавун насичується вуглецем. Розпушений і рухливий шар коксу, упакованого не дуже щільно через те, що тут проходить газ між грудками коксу і не дозволяє їм злежатися. Нижні шматки коксу цього шару поступають у зони циркуляції і згорають. Завдяки цьому відбувається опускання сюди нових порцій коксу.

## Рух шихтових матеріалів і газів у доменній печі
У працюючій доменній печі матеріали безперервно опускаються, звільняючи об'єм на колошнику для нових порцій. Опускання шихти в доменній печі відбувається завдяки тому, що згоряє кокс, відбувається ущільнення матеріалів і утворення рідких продуктів, які займають менший об'єм. Назустріч ним рухаються гази, що утворилися внизу печі при згоянні коксу біля фурм. При безперервному зустрічному русі шихти (вниз) і газів (угору) відбувається взаємодія шихтових матеріалів і висхідного потоку газів.
Тривалість перебування матеріалів у доменній печі від моменту завантаження на колошник до приходу на рівень фурм становить 6-8 годин. Гази рухаються вгору з великою швидкістю, відстань від фурм до колошника вони проходять за 2-10 секунд. За цей час газ нагріває шихтові матеріали і відновлює оксиди металів. Високі показники плавки можуть бути досягнуті тільки при певному розподілі газового потоку по перетину печі. При цьому велике значення має газопроникність стовпа матеріалів, їх розподіл при русі в доменній печі. Для того, щоб забезпечити необхідний розподіл шихти на колошнику, при якому досягається оптимальний газовий потік по перетину печі, вживають різних заходів. Оскільки основна кількість коксу згоряє у фурменній області на відстані 1,5-1,8 м від стінок печі, то і швидкість опускання шихти біля стінок печі вища, ніж по осі. Швидкість опускання матеріалів біля стінок печі становить 90-140, а в центрі печі 70-120 мм/хв.
Найширше в порівнянні з іншими методами дії на розподіл матеріалів і газів у печі використовується зміна порядку завантаження коксу й агломерату.
Про рівномірність розподілу газового потоку зазвичай судять за температурою і складом газу на колошнику печі.

### Рух шихтових матеріалів
Середня швидкість опускання шихти всередині печі становить близько 1 мм на секунду, або 0,06 м на хвилину. Час руху від рівня засипу до рівня фурм — 5-8 годин.
Причинами опускання матеріалів є:
1) Горіння коксу перед фурмами і утворення внаслідок цього вільного простору, в який потрапляє кокс, розташований вище вогнищ горіння. Об'єм коксу становить біля половини загального об'єму завантажуваних у піч матеріалів, 80-85 % його досягає рівня фурм і тут згоряє (інші 15-20 % вуглеця коксу витрачається вище у печі у реакціях відновлення, навуглецювання чавуну, виноситься газами з печі у вигляді пилу тощо).
2) Перехід твердих матеріалів в районі низа шахти печі, у розпарі, в заплечиках у рідкий і частково газоподібний стан, що супроводжується зменшенням об'ємів матеріалів.
3) Періодичний випуск з печі чавуну і шлаку.
Швидкість руху матеріалів у печі не однакова по перетину печі. Найбільша швидкість — над вогнищами горіння коксу, тобто у стінок колошника і деякій відстані від них, у напрямку до центру вона знижується. Якщо використовується краще підготовлена шихта (міцніша, містить мало дріб'язку), то різниця у швидкості опускання стає меншою.
Рух шихти відбувається під дією сили тяжіння шихти, чому частково протидіють сили тертя і підйомна сила газового потоку. Різниця сили тяжіння, що викликає опускання шихти і суми сил, спрямованих догори, прийнято називати <tech> активною вагою </tech> шихти. Перевищення критичного значення перепаду тиску сприяє наближенню аутивної ваги до нуля, при цьому плавний сход шихти порушується, виникають підстої і підвисання шихти.
При підвищенні витрати дуття зростає підйомна сила газів і знижується активна вага шихти. Тому витрата повітря може бути збільшена лише до певного значення. Використання сортованої і міцної шихти, що не містить дріб'язку, покращує газодинамічні умови і дозволяє підвишити кількість дуття.
Внаслідок неоднакової швидкості руху одночасно завантажених на колошник матеріали приходять у горно не одночасно. Таке явище називається випередженням.

### Рух газів
У горно печі через фурми вдувається або атмосферного повітря (містить 20,9 % O2, 75 % N2, пару води — 1,5 %), або збагачене киснем повітря (до 30 % O2), а також вуглецевмістні добавки — природний газ, мазут, пиловугільне паливо, коксовий газ. Внаслідок горіння в горну коксу і добавок витрачається весь кисень дуття, крім того розкладається волога на H2 і O2. Кисень вологи також бере участь у процесах горіння. На відстані 1,5 — 2 м від фурм утворюється газ, який складається тільки з CO, H2 і N2. Внаслідок тиску, що утворюється у горну через подачу дуття, газ, що утворився у горну, рухається вгору через стовп шихтових материалів. Під час руху газу крізь стовп матеріалів тиск його безперервно знижується головним чином через тертя газу об стінки каналів, утворених між грудками матеріалів. Повітря вдувається в доменну піч з тиском 2 — 3,5 атм, а колошниковий газ при виході з доменної печі має тиск 1,3 — 1,45 атм. Повітря вдувається у піч зі швидкісттю близько 200 м/с. Час перебування газу в печі становить від 2 секунд на периферії до 10 секунд ближче до осьової її частини, середня швидкість газу, враховуючи що він рухається між грудками шихти у вертикальному й горизонтальному напрямках, становить приблизно 24-40 м/сек. Не дивлячись на нетривале перебування газу в печі, воно є цілком достатнім для використання його відновлювальної роботи й передачі тепла від нього до матеріалів, крізь стовп яких він проходить.
Суттєвий вплив на рух газів в печі здійснюють також властивості і кількість шлаку у нижній частині шахти печі, розпарі і заплечиках. Якщо утворюються густі, в'язкі шлаки, вони будуть склеювати грудки коксу, перешкоджати руху газів і погіршувати їх розподілення по перерізу печі. Чим більше шлаку у зоні шлакоутворення, тим менше вільних проходів для газу поміж грудками коксу, що погіршує газопроникність стовпа шихтових матеріалів. Це може викликати утруднення у сході або навіть припинення опускання — підвисання — шихти у нижній частині печі. Тому покращення властивостей шлаку (зниження в'язкості, підвищення рідкотекучості) і зниження його виходу на одиницю коксу (шляхом якомога більшого видалення пустої породи при підготовці шихти перед завантаженням у піч) імовірність виникнення і розвитку порушень у роботі печі, викликаних поганим шлаком, зменшується.
Певний вплив на розподілення газів по перерізу печі здійснює кількість дуття, швидкість його витоку з фурм і кількість самих газів.

## Завантаження шихтових матеріалів
Шихта, яку завантажують у доменну піч, являє собою грудковий матеріал неправильної форми і різних розмірів: кокс 25-40 мм, окатки 10-15 мм, агломерат 50-60 мм, вапняк 50-60 мм. Важливою і доволі важкою задачею є раціональне розподілення шихтових матеріалів на колошнику печі при завантаженні. Матеріали мають бути завантажені таким чином, щоб у нижчих від колошника горизонтах печі відновлювальний доменний газ міг мати контакт з якомога більшою кількістю рудних матеріалів, відновлюючи і нагріваючи їх. Біля стінок і на невеличкій відстані від них завантажують відносно більшу кількість залізорудної частини шихти, переважно великої фракції, бо біля периферії проходить зазвичай більше газу. У центр завантажують відносно більше коксу, що сприяє підвищенню газопроникності центральної частини стовпа шихти.
Завантаження шихтових матеріалів у доменну піч і розподілення їх на колошнику здійснюється засипним апаратом, встановленим на колошнику печі. Матеріали завантажуються у піч періодично певними порціями, які називаються подачами, або колошами. Кожна подача складається з певної кількості коксу, агломерату, окатків, вапняку. Можуть також завантажуватись руда та добавки — зварний шлак, окалина, скрап. Співвідношення матеріалів у подачі розраховується на виплавку певної кількості чавуну наперед заданої якості і марки.
При використанні засипного апарату конусового типу, кожна нова подача набирається на великий конус і при його опусканні зсипається у піч на поверхню раніше опущених матеріалів. При використанні засипного апарату лоткового типу, подача набирається у бункері і потім розподіляється обертовим лотком. За час набору чергової подачі стовп шихти в печі опускається вниз, звільняючи місце для завантаження наступної подачі. Вага матеріалів однієї подачі залежить від об'єму доменної печі і сягає 20 т і більше. У доменну піч подачі опускаються кожні 5-8 хвилин або 8-12 подач на годину.

## Розклад плавильних матеріалів в доменній печі
У шихтових матеріалах, що їх завантажують у доменну піч, міститься гігроскопічна (у шпаринах матеріалів) і гідратна (хімічно зв'язана) волога, масса якої становить до кількох відсотків від маси матеріалів, наприклад вапняк містить 1,5 — 2,5 % води, кокс — 1,5 — 5 %. При потраплянні матеріалів на колошник печі з них видаляється волога. Випарювання гігроскопічної вологи починається вже на колошнику за рахунок тепла газів, що виходять з печі і мають температуру 150—350 °C. Гідратна волога видаляється з матеріалів на дещо нижчих горизонтах печі.
Кокс містить близько 1 % летких речовин, що складаються з CO2, CO, H2, CH4, N2. Видалення їх з коксу відбувається при температурах 300—800 °C. Леткі речовини коксу переходять в газ, дещо змінюють кількість і склад доменного газу, однак помітного впливу на його роботу в печі не мають.
Багато зі складових доменної шихти містять вуглекислі солі. Вапняк, що його використовують як флюс, на 96-98 % складається з вуглекислої солі — карбонату кальцію CaCO3. При нагріванні вуглекислі солі розкладаються з виділенням оксиду металу й вуглекислого газу. Розклад вапняку відбувається за формулою:
CaCO3 → CaO + CO 2 — 177,988 МДж.
За такою реакцією розкладаються й інші карбонати. Розклад супроводжується поглинанням великої кількості тепла. Розклад кожної окремої грудки вапняку розтягується по висоті печі бо вапняк опускається разом зі всіма матеріалами — починається розкладання на горизонті з температурою 760 °C й закінчується на нижчих горизонтах з температурою вищою за 1000 °C. Вуглекислий газ CO 2, що виділяється при розкладанні вапняку й інших карбонатів, переходить у газ. Частина газу CO 2, що виділилася при температурах, нижчих від 1000 °C, переходить у газ і виходить з печі разом з ним. Вуглекислий газ, що виділився при температурах 1000 °C й вище, реагує з вуглецем коксу за рівнянням:
CO2 + C → 2CO — 165,797 Мдж.
Від 66 до 75 % CO2, що виділяється при розкладанні вапняку, взаємодіє з вуглецем коксу з утворенням CO, інша вуглекислота переходить у газ без розкладання до CO.
Реакції розкладу карбонатів проходять з поглинанням тепла, що вимагає підвищеної витрати коксу на одиницю чавуну. Крім того, при переході у газ CO2 відновлювальна спроможність газу падає. Тому використання вапняку у доменній печі викликає шкідливі наслідки для доменного процесу. Однак, через те, що вапняк є флюсом, тобто сприяє плавленню пустої породи руди (точніше, цьому сприяє продукт його розкладання — вапно CaO), доводилося довгий час миритися з його використанням. Значно вирішило цю проблему використання в шихті офлюсованого агломерату (він містить CaO). Однак і при його використанні у доменну шихту додається вапняк для офлюсування золи коксу. Крім того, у доменну піч неодмінно вводиться вапняк при використанні у доменному процесі неофлюсованих окатків.

## Процеси в горну печі. Теплообмін у печі
У верхній частині горну доменної печі — фурменній зоні — по периметру в піч у спеціальні отвори вставлені від 16 до 42 фурменних прилади. Через фурми фурменних приладів у піч вдувається велика кількість повітря — дуття. З метою економії коксу (дефіцитний матеріал) у піч через фурми вдувають певну кількість часткових замінників коксу — природний газ, мазут, коксовий газ, пиловугільне паливо, відходи пластмас (якщо кожний з цих матеріалів є дешевшим від коксу). Застосування комбінованого дуття, яке включає окислювачі (кисень) і відновники (природний або коксівний газ, мазут), забезпечує економію дорогого коксу й підвищення продуктивності печі. Гаряче дуття бере участь у процесах спалювання вуглецю коксу, вуглеводнів природного газу.

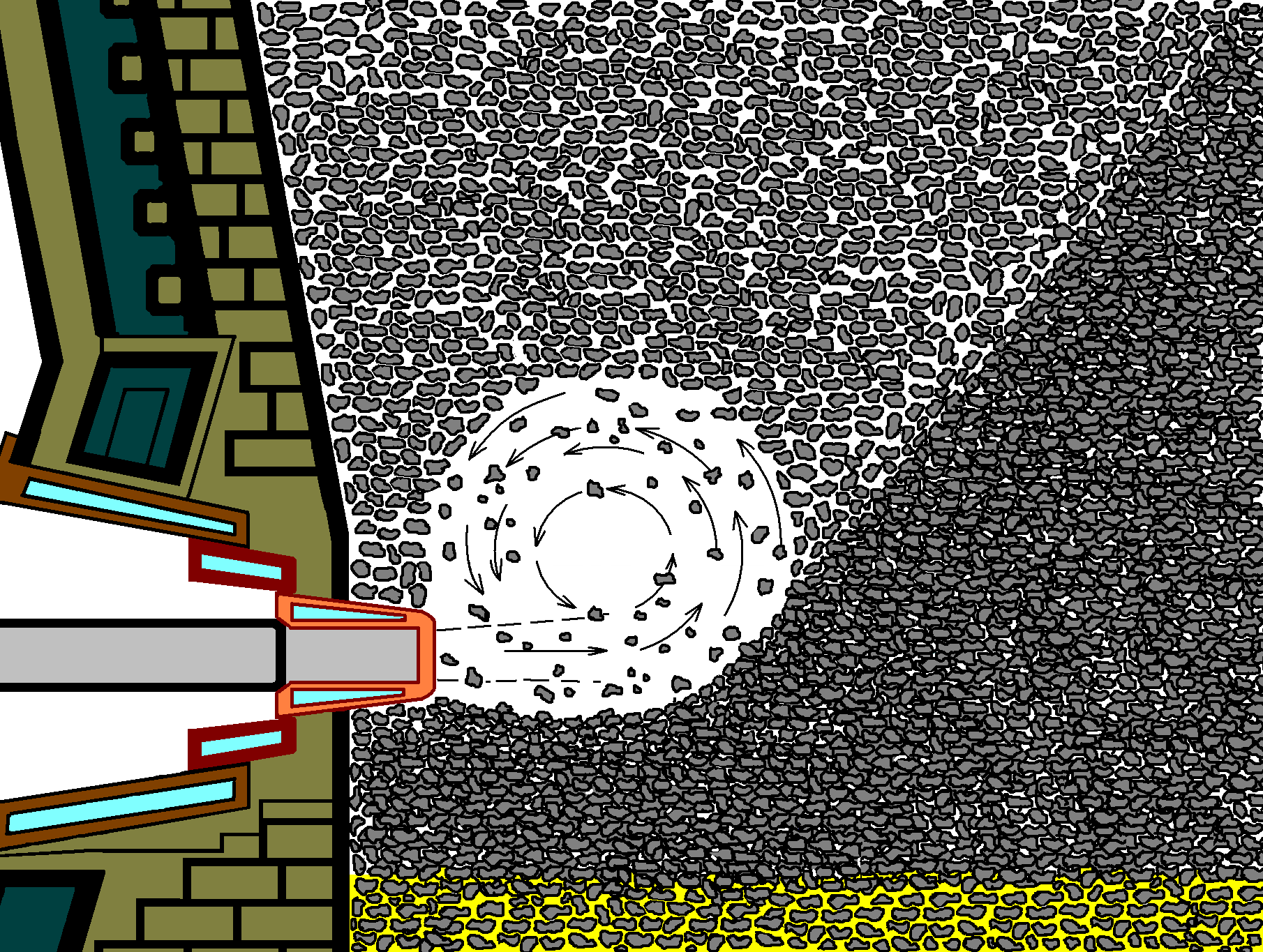
Зона циркуляції.

У доменну піч залежно від її об'єму вдувається від 2000 м³ до 10000 м³ повітря на хвилину (2800000 м³ — 14400000 м³ на добу). Струмінь нагрітого до 1100—1300 °С повітря поступає в піч (через кожну фурму) з тиском від 2,3-4 атм і швидкістю 200—300 м /с і володіє великою кінетичною енергією. Під дією потужного струменю дуття шар коксу перед фурмами розпушується, між грудками коксу утворюються великі пустоти. Дуття викликає циркуляцію шматків коксу перед фурмами, який при цьому згоряє. Розпушена зона називається зоною циркуляції. Тут у фокусі горіння досягаються максимальні температури у доменній печі — до 2000 °C і вище. Горіння вуглецю коксу і інших видів палива біля фурм забезпечує необхідні температури в печі і протікання процесів всередині печі. Межі зони циркуляції майже збігаються з межами окислювальної зони (1200—1800 мм), що характеризується наявністю вільного кисню O2 і великих кількостей діоксиду вуглецю СО2.
Горіння вуглецю коксу відбувається за рахунок кисню дуття за реакцією:
С + О2 → СО2 + 404,4 МДж.
У міру віддалення від фурм в умовах високих температур і надлишку вуглецю починає розвиватися реакція:
СО2 + С → 2СО — 165,8МДж.
Сумарна реакція горіння вуглецю коксу йде з утворенням CO. Азот повітря N2 в реакціях горіння не бере участі й повністю переходить в горновий газ. При використанні сухого (осушеного) повітряного дуття горновий газ за межами окислювальної зони містить приблизно 34,7 % СО і 65,3 % N %. Його склад змінюється при збагаченні дуття киснем. Так, наприклад, при збільшенні в дутті вмісту кисню від звичайних 21 % до 30 % газ міститиме 46 % СО і 54 % N2.
Атмосферне повітря завжди містить пари води (близько 1,5 %, або 15 г/м³). Волога повітря неминуче потрапляє в піч разом з дуттям (наприклад, якщо у доменну піч об'ємом 2000 м³ вдувається повітря у кількості 3600-4400 м³/хв, то при вологості 15 г/ м³ в піч щохвилини вноситься 54 — 65 кг води). Можна використовувати штучне зволоження дуття до 3-4 %, яке дозволяє ввести в піч додаткові водень (є відновником) і кисень (бере участь у горінні) у вигляді води H2O, що розлагається при високій температурі в печі на H2 і O2. Волога розкладається вуглецем коксу за реакцією:
Н2О + С → Н2 + СО — 124 МДж
При цьому, чим вища вологість дуття, тим вище необхідно піднімати температуру дуття для компенсації тепла на ендотермічну реакцію розкладання води (на 9 °C при збільшенні кількості вологи на 1 м³ дуття на 1 г).
При вдуванні у піч природного газу в горновому газі збільшується вміст відновлювальних газів Н2 і СО, але при цьому у фурменній зоні знижується температура, оскільки H2O і СО2, що утворюються при згорянні природного газу, надалі розкладаються вуглецем коксу з поглинанням тепла. Горіння природного газу, як і всіх вуглеводнів, відбувається до Н2О і CO2. Вони реагують з розпеченим коксом, віддаючи йому кисень, і кінцевим продуктом згоряння природного газу є монооксид вуглецю і водень:
2CH4 + O2 +3,76N2 → 2CO +4CH2 + 3,76 N2
Середній склад горнового газу на відстані 2 м від фурм має такий склад: 35-45 СО%; 1-12 % Н2; і 45-64 % N2. Відсоткове співвідношення між складовими горнового газу залежать від складу дуття і кількості вуглеводневих добавок до дуття.
Гарячий газ швидко підіймається назустріч шихтовим матеріалам і віддає їм своє тепло, при цьому СО і Н2 витрачаються на відновлення оксидів, перетворюючись в СО2 і H2O. Колошниковий газ, що виходить з печі, має температуру 200—300 °C і містить приблизно 20-30 % СО; 2-8 % Н2; 15-18 % СО2; 0,2-0,5 % СН4 і 45-55 % N2.

## Процеси відновлення
Рудна частина рудних матеріалів являє собою оксиди заліза Fe2O3, Fe3O4, FeO. Оксид вуглецю (СО) при проходженні через шар шихти відновлює залізо з рудних оксидів, також відновлення заліза відбувається при контакті руди з розпеченим коксом:
3 Fe2O3 + CO → 2 Fe3O4 + CO2,
2 Fe3O4 + 2 CO → 6 FeO + 2 CO2,
6 FeO + 6 CO → 6 Fe + 6 CO2,
FeO + C → Fe + CO.
Залізо, що утворилося при відновленні руди, знаходиться в твердому стані у вигляді губчатої маси; при контакті з оксидом вуглецю і розпеченим коксом залізо насичується вуглецем з утворенням цементиту (Fe3C):
3 Fe + 2 CO → Fe3C + 2 CO2,
3 Fe + C → Fe3C.
Внаслідок навуглецювання температура плавлення заліза знижується, воно швидко переходить у рідкий стан і краплями стікає в горн доменної печі. При переміщенні крапель металу відбувається додаткове насичення заліза вуглецем і вміст його в металі збільшується. Таким чином, в доменній печі неможливо одержати залізо без розчиненого в ньому вуглецю, і продуктом доменної плавки завжди є залізовуглецевий сплав — чавун.
Паралельно в доменній печі відбувається відновлення оксидів, що містяться в шихті: марганцю, силіцію, фосфору (за схемою):
MnO2 → Mn2O3 → Mn3O4 → MnO → Mn.
Відновлений марганець переходить в чавун, сприяє хімічному сполученню заліза і вуглецю з утворенням цементиту (Fe3C). Крім того, марганець має більшу спорідненість з сіркою і звільняє чавун від цієї шкідливої домішки:
FeS + Mn → MnS + Fe.
Утворений в результаті цього сульфід марганцю не розчиняється в залізі і легко переходить у шлак. Пуста порода, зола коксу, флюс обов'язково містять кремнезем (SiO2). Частина кремнезему під час плавки частково відновлюється і переходить в чавун:
SiO2 + 2 °C → Si + 2 CO.
Наявність в чавуні силіцію перешкоджає утворенню цементиту, але сприяє виділенню вуглецю у вигляді графіту, що дає можливість одержувати чавуни, які добре піддаються механічній обробці. Фосфор (шкідлива домішка), що міститься в деяких рудах, також відновлюється вуглецем в присутності кремнезему і переходить до чавуну:
P2O5(CaO)4 + 5 °C + 2 SiO2 → 2 P + 2 (CaO)2SiO2 + 5 CO.
Невелика кількість сірки (шкідлива домішка), що міститься в залізній руді і коксі, при плавці вигорає, але основна частина переходить у чавун. Для видалення сірки необхідна висока температура і надлишок вільного вапна, яке зв'язує сірку в нерозчинний в залізі сульфід кальцію (CaS) і переводить її у шлак:
FeS + CaO + C → Fe + CaS = CO.
Крім описаних процесів в доменній печі відбувається плавлення пустої породи і шлакоутворення. Пуста порода і зола коксу складаються в основному з кремнезему (SiO2) і глинозему (Al2O3), які мають високу температуру плавлення. Зниження температури плавлення і утворення рідкого шлаку досягається введенням в шихту флюсу — вапняку.
Вільні FeO і MnO відновлюються вуглецем до Fe і Mn. До рівня фурм зі шлаку встигають відновитися майже все залізо і значна частина марганцю.
На горизонті фурм у шлак переходить зола коксу, збільшуючи кількість шлаку і змінюючи його склад, збільшуючи в ньому вміст SiO2 і Al2O3
Таким чином, під час руху шлаку від горизонту початку утворення до горну його склад постійно змінюється.
Виділяють три види шлаку — первинний, проміжний, кінцевий. Саме кінцевий шлак випускається з печі, його склад і властивості беруться до уваги при розрахунку шихти.
Склад і властивості шлаку впливають не тільки на роботу доменної печі, але й на склад чавуну.

## Температури
Шлаки при випуску з печі мають температуру 1385—1425 °C, чавун — 1345—1365 °C.
На рівні фурм у центрі печі температура становить лише 1350—1400 °C. Гази виходять з печі з температурою 150—350 °C при виплавці переробних чавунів і 500—600 °C при виплавці феросплавів. Якщо припинити завантажувати нові порції матеріалів, то температура газів підвищується. Тому аби уникнутиперегрівання конструкцій колошнику через підвищення температури колошникового газу робота печі з довгими перервами у завантаженні не є припустимою.

Далі газ рухається у центр печі і вгору. Залізо Fe, кремній Si, марганець Mn прямо відновлюються, утворюючи CO. Ця CO приєднується до горнового газу, при цьому його об'єм і вміст у ньому CO збільшуються. До горизонтів з температурою 1000—1100 °C газ перебуває у області прямого відновлення. Далі додається газ від розкладання флюсу. У областях з температурою нижчою 1000 °C відбуваються процеси непрямого відновлення, внаслідок чого у газі з'являються CO2 і H2O, але об'єм газу не збільшується. Далі у газ переходять леткі речовини коксу, однак вони значно не впливають на склад і кількість газу.

## Утворення чавуну і шлаку

### Утворення чавуну
В нижній частині шахти печі у грудках рудних матеріалів з'являється металічне залізо. Однак, розплавитись воно не може бо чисте залізо має температуру плавлення 1535 °C, що досягається в печі лише у значно нижчих горизонтах. Зерна відновленного заліза починають розчиняти у собі вуглець з утворенням карбіду вже при температурах 400—500 °C, але через твердий стан немає тісного контакту між твердими реагентами. Губчасте відновлене залізо у нижній частині шахти печі і, навіть, у розпарі містить не більше 1 % вуглецю.
Внаслідок розчинення вуглецю у залізі температура плавлення метала знижується — при 2 % вона дорівнює 1382 °C, при 4,3 % — 1130—1135 °C. При опусканні у нижні горизонти печі з більш високими температурами метал переходить у рідкий стан і у вигляді окремих крапель стікає вниз. У рідкому стані залізо активніше реагує з вуглецем коксу з утворенням карбідів і вміст вуглецю в ньому доволі швидко підвищується до 3-4 % на рівні розпару. Далі вміст вуглецю при стіканні крапель чавуну від низу розпару у горно змінюється незначно.
Вміст вуглецю у чавуні залежить від наявності в розплаві інших елементів. Марганець Mn і хром Cr, що утворюють міцні карбіди, що розчиняються у чавуні, збільшують вміст вуглецю у сплаві. Тому якщо у переробному чавуні (до 1-1,75 % Mn) міститься 3,9-4,8 % C, то у дзеркальному чавуні (до 25 % Mn) — 5-5,5 % C і у феромарганці (близько 80 % Mn) — не менше як 7 % С. Кремній Si і фосфор P утворюють з залізомміцніші, ніж карбіди, з'єднання — силіциди і фосфіди. Тому вміст вуглецю у ливарному чавуні з 3,5 % Si знижується до 3,5 %, а у феросиліції з 10 % Si — до 2 %. Вміст вуглецю у фосфористих чавунах (1,5 — 1,6 P) не перевищую 3,2 %.

### Утворення шлаку
Пуста порода складається головним чином з кремнезему SiO2, глинозему Al2O3, вапняку CaO магнезії MgO.
Нижче горизонту початку плавлення зерен чавуну у твердому стані знаходиться пуста порода руди, невідновлені оксиди заліза FeO, вапняк і кокс. Опускаючись все нижче, ці матеріали нагріваються до більших температур і на певному рівні — зазвичай на рівні розпару порода і флюс взаємодіють один з одним, розплавляються й утворюють рідкий шлак. Він струменями стікає у горно і накопичується там під шаром рідкого чавуну. Нижче горизонту шлакоутворення у твердому стані перебуває лише кокс, який опускаючись нижче, нагрівається газами до 1500—1600 °C і, приходячи у горно, згоряє у струмені дуття.
Основні складові пустої породи шихти і, відтак, шлаку — вапно CaO, магнезія MgO, глинозем AlO і кремнезем SiO. FeO, MgO і сульфіди металів Ці оксиди у яких би відношеннях не були взяті, не можуть утворювати рухливого шлаку навіть при температурі 1300—1400 °C. Однак, вони взаємодіють з недовідновленими FeO, MnO і MgO, плавляться і течуть при температурі 1200 °C. У первинному шлаку міститься до 20-30 % закису заліза FeO і 5-10 % закису марганцю MnO. При 35-45 % FeO у шлаку, температура плавлення первинного шлаку може знизитись до 1030 °C.
По мірі опускання первинний шлак нагрівається. У ньому все більше розчиняється SiO, AlO, CaO. Цьому сприяє тісний контакт твердих оксидів і шлаку, що стікає по їхній поверхні. Вапно CaO, що розчиняється у шлаку, і магнезія MgO витісняють їх з хімічних сполук закис заліза FeO і марганцю MnO, утворюючи силікати кальцію і магнію.
Приблизний склад доменного шлаку такий: 35 %SiO, 40 % CaO, 10 % MgO, 11 % AlO. Шлаку утворюється від 0,3 до 1 т на 1 т чавуну. Глибоке збагачення руд сприяє завантаженню в піч меншої кількості породи і відтак меншій кількості шлаку.

## Знесірчення чавуну
Разом з шихтою в доменну піч вноситься велика кількість сірки. Особливо багато її вноситься коксом. В печі сірка переходить у чавун, шлак і газ. Сірки вноситься стільки, що її кількість у чавуну може скласти 0,9 %, в той час як максимальна припустима кількість його може бути лише 0,015-0,050 %. Сірка є шкідливою домішкою. Потрапивши у чавун, вона далі переходить у сталь, виплавлену з цього чавуну, і викликає у сталі червоноламкість. Тому боротьба з сіркою на етапі підготовки шихтових матеріалів і безпосередньо під час доменного процесу є важливим завданням.
Біля половини сірки коксу переходить у газ ще до приходу коксу на рівень фурм. Інша частина сірки окислюється на фурмах до SO2 і, піднімаючись з газами вгору, відновлюється до S, яка взаємодіє з залізом чавуну і оксидами шлаку, утворюючи FeS, MnS, MgS, CaS. Утворення цих речовин відбувається до розпару печі. Сірка, що не встигла прореагувати, покидає піч з колошниковим газом у вигляді SO2 і H2S.
Сірчане залізо FeS розчинне у чавуні і шлаку. При 1000—1500 °C у чавуні розчиняється 2,5 % FeS. Сірчаний марганець MnS добре розчиняється у шлаку і мало у металі. Сірчаний кальцій CaS і магній MgS добре розчиняються у шлаку і не розчиняються у металі. Тому сірка, що залишається у печі, розподіляється між чавуном і шлаком:
FeS + CaO → FeO + CaS + 2,956 МДж.
Це основна реакція десульфурації (знесірчення) чавуну під час доменного процесу. Вона найінтенсивніше протікає під час проходження крапель чавуну через шар шлаку. Тому шлак має бути осно́вним — містити багато CaO (є основним оксидом). Сіропоглинальна спроможність шлаку залежить від його основності, тобто співвідношення в ньому основних і кислотних оксидів та виражається формулою
При цьому MgO має бути у шлаку 5-20 %.

## Методи інтенсифікації доменного процесу
Під інтенсифікацією розуміють методи і прийоми прискорення протікаючих у доменній печі процесів з метою підвищення її продуктивності. До них належать:
- заходи, які направлені на підвищення міцності й якості шихтових матеріалів, у тому числі підвищення основности агломерату, що дозволяє повністю виключити із складу шихти сирий вапняк і понизити витрату коксу;
- підвищення тиску газів у печі. Збільшення продуктивності печі на 5-10 %, зниження витрати коксу на 2-5 % і винесення пилу з газом на 35-50 % можна забезпечити за рахунок збільшення тиску газів у пічному просторі. Для цього спеціальним дросельним пристроєм здійснюється пережим струменя газу на газопроводі відведення доменного газу, що приводить до підвищення тиску газу під колошником до величини 150—250 кПа. При цьому зменшується перепад тиску між низом і верхом печі, зменшується підйомна сила газів і їхній об'єм, збільшується час їхнього перебування в печі. Це, у свою чергу, дозволяє збільшити кількість дуття, що подається в піч, та інтенсифікувати доменну плавку;
- збагачення повітряного дуття киснем від звичайного змісту 21 % до 30-35 % дозволяє збільшити кількість спалюваного в горні коксу і проплавлюваних в одиницю часу матеріалів. Для пониження температури в горні одночасно з киснем вдувають природний газ, який збагачує горновий газ відновниками СО і Н2 і дозволяє на 5-15 % зменшити витрату коксу і підвищити продуктивність доменної печі на 4-7 %;
- підвищення температури повітряного дуття до 1100—1200 С зменшує витрату коксу і кількість шлаку в печі, оскільки в піч поступає більша кількість тепла з дуттям.

## Продукти доменної плавки

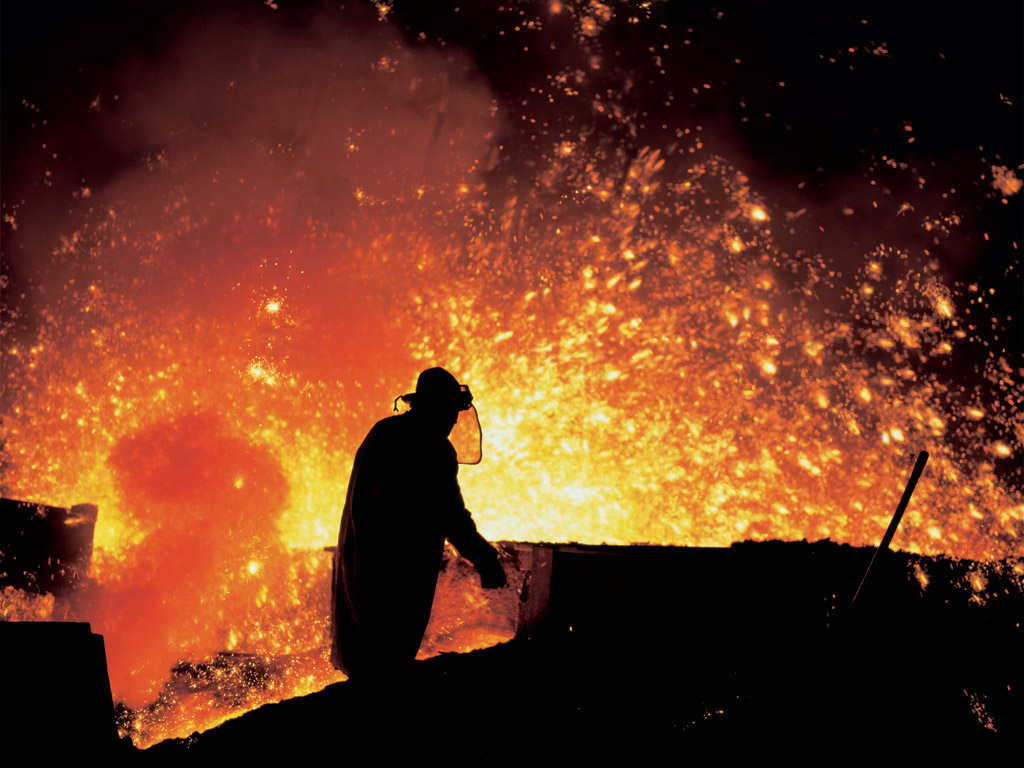
На ливарному дворі доменної печі під час випуску продуктів плавки. Тршінецький металургійний завод, Чехія.

Основним продуктом доменної плавки є чавун, а побічними — шлак, доменний газ, колошниковий пил. В доменній печі виплавляють переробний чавун, призначений для подальшої переробки на сталь, ливарний чавун, що використовується для отримання чавунних виливків, та спеціальні чавуни (феросплави), що їх використовують для розкиснення у сталеварному виробництві. Для отримання того чи іншого виду чавуну доменний процес має свої певні особливості.
Доменний шлак використовують як сировину при виробництві різних будівельних матеріалів. Більше половини одержуваного шлаку піддають швидкому охолоджуванню водою або повітрям і одержують дрібні тверді зерна — гранули, які використовують у будівництві для виробництва цементу.
Доменний газ, що виходить через верхню частину печі складається із СО, СН4, Н2, СО2 і N2, вміст горючих складових досягає 30 % СО і 2-3 % Н2, теплота згоряння газу після очищення від пилу 3300-3800 кДж/м3. Близько 30-35 % доменного газу використовують у доменному цеху для нагріву насадок повітронагрівачів, а решта газу в коксівних, мартенівських, прокатних і термічних цехах, а також для опалення в котлах теплоелектроцентралі. Вихід доменного газу досягає 4000 м3 на 1 т коксу.
При очищенні колошникового газу уловлюють колошниковий пил і шлами, кількість яких міняється від 10 до 100 г/м3 газу, що містять у вигляді оксидів 40-50 % Fe, 10-12 % С, CaO, MgO, MnO і використовуються як компоненти шихти при виробництві агломерату.